# Petrus Vinderhout
Petrus Vinderhout, ou Petrus de Brugis est un compositeur et chanteur du Moyen Âge, connu pour avoir travaillé aux anciens Pays-Bas en 1381. 

## Vie et œuvre
Vinderhout aurait été au service de l'église Saint-Donatien à Bruges vers 1381-1382.  Le motet cérémonial Comes Flandriae, flos victoris, daté de 1381 environ, écrit pour l’église susmentionnée en commémoration de la victoire du comte de Flandre Louis de Maele, lui est attribué.  L'auteur des paroles de ce motet fait mention des cymbala, les cloches qui auraient sonné en célébration de la victoire ; ces motifs répétitifs typiques sont également présents dans la musique. 
D'autres motets lui sont attribués, comme Musicalis scientia et Apolinis ecclipsatur, dont on connaît des versions à trois et cinq voix.  Les paroles de cette dernière composition mentionnent plusieurs compositeurs et théoriciens, entre autres Philippe de Vitry (Phylippus de uitriaco) et Petrus de Brugis (qui serait Petrus Vinderhout).  Le texte présente d’ailleurs davantage de points de comparaison avec Comes Flandriae.  Le lien unissant cette composition à la ville de Bruges devient d'ailleurs évident par la mention d'Engardus (Johannes Ecghaerd), actif à Bruges dans les années 1380. 

## Discographie
- (en) Petrus Vinderhout sur Medieval.org